# Барышников, Павел Петрович
Павел Петрович Барышников (?—?) — русский военачальник, генерал-майор.

## Биография
Дата рождения неизвестна, происходил из дворян. Был определён обер-офицером в 21-й Егерский полк 1 марта 1806 года из Военно-сиротского дома (по другим данным — из Павловского военного училища).
Будучи поручиком, 20 января 1808 года был переведён в Лейб-гвардии Егерский полк. Участник кампаний 1806—1807 годов, Отечественной войны 1812 года и кампаний 1813—1814 годов. В период с 02.03.1816 по 01.01.1821 — был командиром 7-го егерского полка в звании полковника.
1 января 1821 года был произведен в генерал-майоры с назначением командиром 2-й бригады 1-й пехотной дивизии, которой командовал до октября 1822 года.
В 1834 году или ранее был назначен комендантом Варшавской Александровской цитадели. В апреле 1842 года вышел в отставку с производством в чин генерал-лейтенанта. Дата смерти неизвестна.
Женат с июля 1821 года на вдове титулярной советнице Анне Григорьевне Иваненковой.

## Награды
- Награждён орденом Св. Георгия 4-й степени (№ 5113; 1 декабря 1835).
- Также награждён другими орденами Российской империи.